# Cho Gun-woo
Cho Gun-woo (kor. 조건우; * 30. August 1988 in Hwasun, Südkorea) ist ein südkoreanischer Badmintonspieler.

## Karriere
Cho Gun-woo gewann bei der Junioren-Asienmeisterschaft 2005 und 2006 Gold im Doppel mit Lee Yong-dae. Die Junioren-Weltmeisterschaft 2006 konnten sie ebenfalls für sich entscheiden. Seinen ersten großen Erfolg bei den Erwachsenen feierte Cho Gun-woo bei der Asienmeisterschaft 2010, wo er Gold im Doppel mit Yoo Yeon-seong gewann.

## Sportliche Erfolge
| Saison | Veranstaltung               | Disziplin    | Platz | Name                         |
| ------ | --------------------------- | ------------ | ----- | ---------------------------- |
| 2005   | Junioren-Asienmeisterschaft | Herrendoppel | 1     | Lee Yong-dae / Cho Gun-woo   |
| 2006   | Junioren-Weltmeisterschaft  | Herrendoppel | 1     | Lee Yong-dae / Cho Gun Woo   |
| 2006   | Junioren-Asienmeisterschaft | Herrendoppel | 1     | Lee Yong-dae / Cho Gun-woo   |
| 2010   | Asienmeisterschaft          | Herrendoppel | 1     | Cho Gun Woo / Yoo Yeon-seong |
| 2010   | Australian Open             | Mixed        | 1     | Cho Gun-woo / Kim Min-seo    |
| 2012   | India International         | Herrendoppel | 2     | Cho Gun-woo / Kim Dae-eun    |